# 天主教維塞烏教區
天主教維塞烏教區（拉丁語：Dioecesis Visensis），是以葡萄牙的一個天主教教區。屬布拉加總教區。
轄區包括維塞烏區南部。現任教區為主教為伊利迪奧·平托·萊安德羅。2011年，有264,500名教友，估轄區總人口96.9%，有209個堂區、155名司鐸、21名修士、136名修女。
首位可考主教見於572年的文獻，教區在穆斯林入侵後長達兩個世紀處於主教出缺狀態。1147年恢復。